# Heilige Familie (Hoyerswerda)

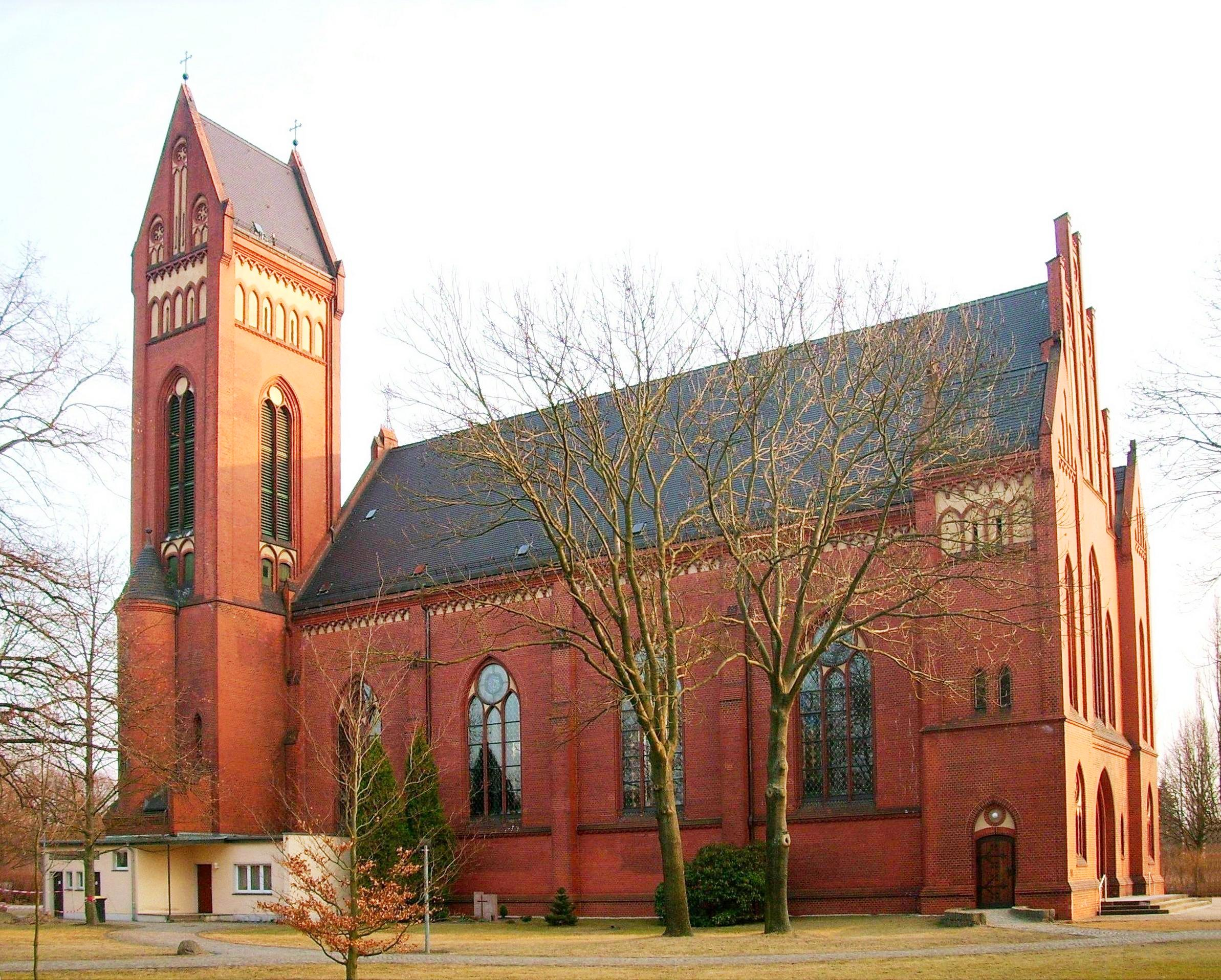
Pfarrkirche Heilige Familie, Hoyerswerda

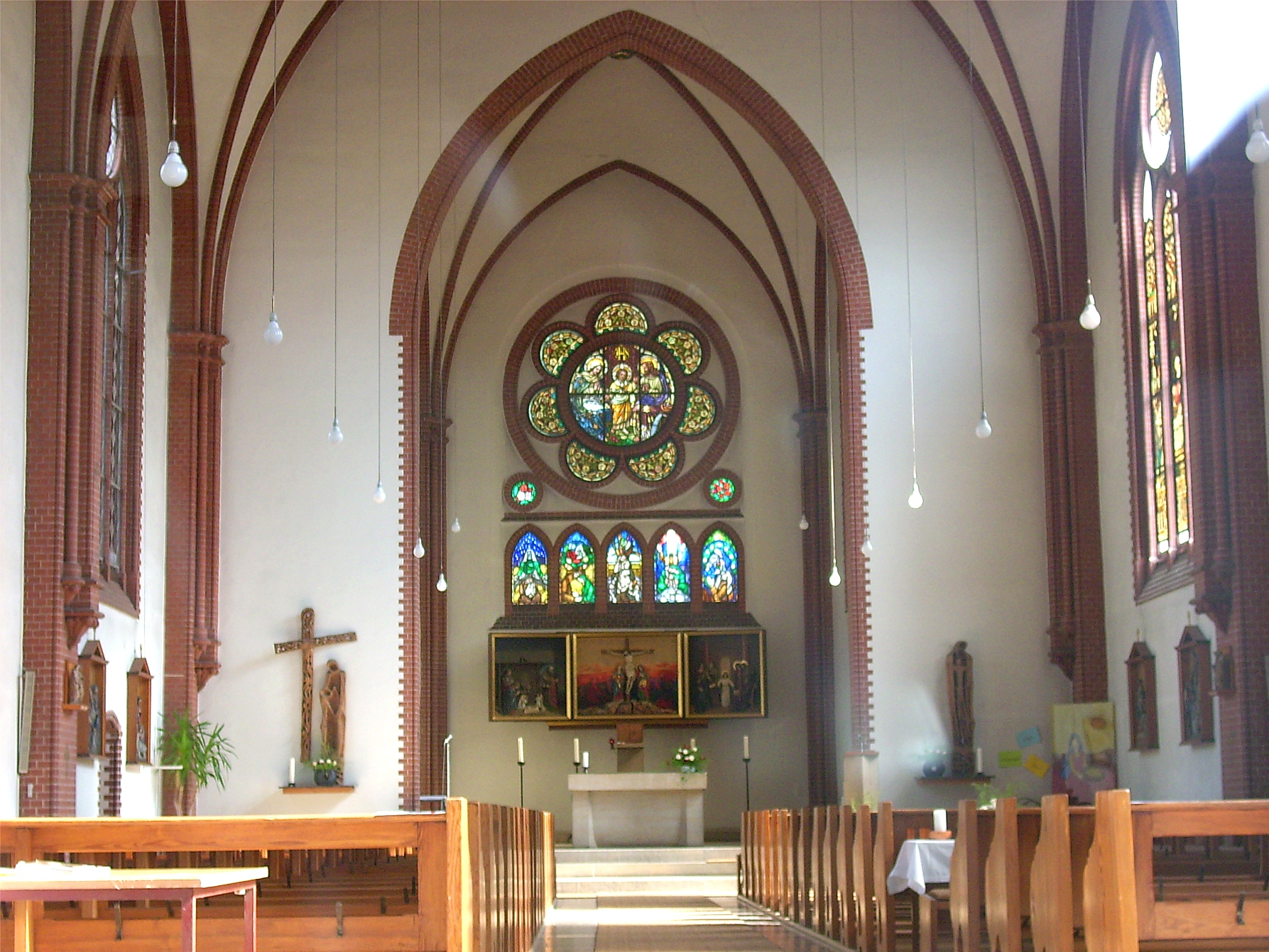
Blick zum Altar

Die katholische Pfarrkirche Heilige Familie im sächsischen Hoyerswerda ist eine neugotische Backstein-Saalkirche. Sie wurde 1913/14 nach Plänen von Engelbert Seibertz erbaut. Die Pfarrei Heilige Familie gehört zum Dekanat Görlitz-Wittichenau im Bistum Görlitz.

## Lage
Die Kirche steht nahe der Salomon-Gottlob-Frentzel-Straße unweit des alten Stadtzentrums von Hoyerswerda.

## Geschichte
Katholische Sorben sowie oberschlesische und böhmische Zuwanderer bildeten zu Beginn des 20. Jahrhunderts die nachreformatorische katholische Gemeinde von Hoyerswerda. Stiftungen und Spenden ermöglichten den Kirchbau, der am 12. Juni 1913 mit der Grundsteinlegung begann und schon am 25. Mai 1914 mit der Kirchweihe durch den Breslauer Weihbischof Karl Augustin abgeschlossen werden konnte. Bis zum Beginn des Zweiten Weltkriegs wurde die Innenausstattung vervollständigt. Im Krieg gingen zwei der drei Glocken und Teile der Orgel als „kriegswichtiges Material“ verloren. 1953 wurde eine neue Orgel der Firma Jehmlich eingebaut. Nach der Umgestaltung des Inneren entsprechend der Liturgiereform weihte Bischof Gerhard Schaffran von Görlitz am 25. November 1967 den neuen Altar. 1989 kamen drei Glocken sowie neugotische Bleiglasfenster aus der für den Braunkohletagebau abgerissenen evangelischen Kirche von Großräschen-Bückgen nach Hoyerswerda. Im Zuge einer Gesamtsanierung erhielt die Kirche 1996/97 fünf neue Altarfenster und einen Flügelaltar von Sieger Köder. 

## Baubeschreibung
Die geostete Kirche ist nach Vorbildern der norddeutschen Backsteingotik gestaltet. Besonders deutlich wird das an der aufwendigen Portalfassade mit Staffelgiebel sowie am querrechteckigen Glockenturm mit seinen Zierelementen, der an der Nordseite des flach schließenden Chors steht. Dessen Ostwand enthält eine große Fensterrose und fünf kleine Spitzbogenfenster. Die vier Joche des Langhauses sind mit großen Maßwerkfenstern versehen. Weiß verputzte Felder betonen die ornamentalen Gliederungen des ziegelroten Baus.
Auch der Innenraum lebt vom Kontrast der hier überwiegenden weißen Wandflächen zum Rot der Bögen, Gewölberippen, Dienste und Laibungen.

## Ausstattung

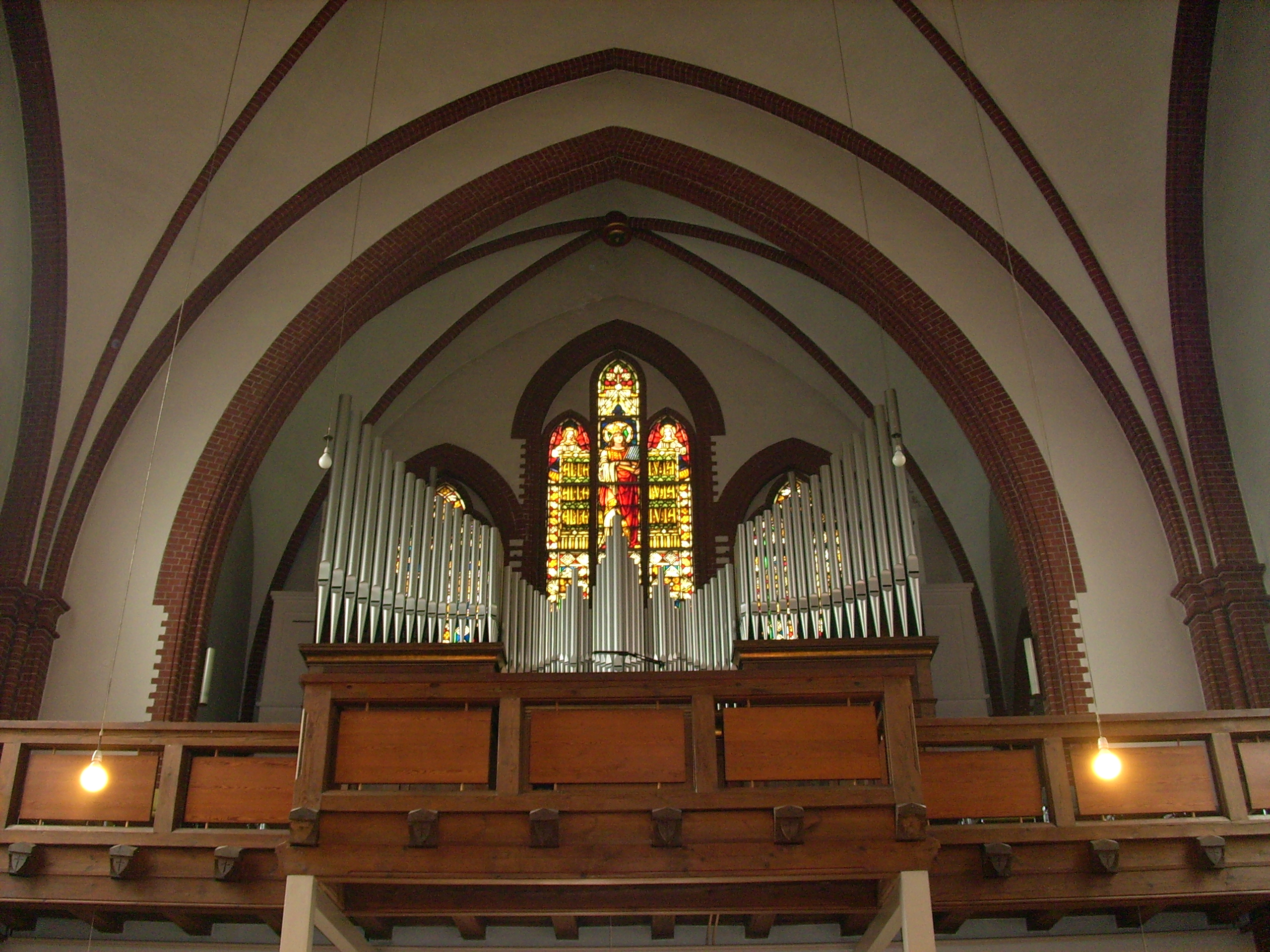
Die Orgel

Die Pfarrkirche besitzt außer den neugotischen Fenstern aus Bückgen einige bemerkenswerte zeitgenössische Skulpturen. Als bedeutendste Kunstwerke gelten jedoch der Altar und die Chorfenster von Sieger Köder. Die Fenster zeigen fünf Elternpaare, denen Schlüsselrollen in der biblischen Heilsgeschichte zukommen:
- Adam und Eva
- Abraham und Sara
- Rut und Boas
- Anna und Joachim
- Elisabet und Zacharias

Der Flügelaltar verbildlicht in drei Szenen das Weihnachts- und Ostergeheimnis Jesu.

## Orgel
Die Orgel der Gebrüder Otto & Rudolf Jehmlich von 1953 umfasst auf zwei Manualen und Pedal 30 Register und eine Transmission mit rund 2000 Pfeifen und wurde zuletzt 2021/2022 überholt.
derzeitige Disposition (II / P / 30 + 1 Transmission)
| I. Rückpositiv C–a‴ 33 Quintatön 8′ 34 Gedackt 8′ 35 Prinzipal 4′ 36 Oktave 2′ 37 Nassat 1 ⁄3′ 38 Scharff 4 fach 1′ 39 (frei) (das Rückpositiv ist nicht gebaut)                                                       | II. Hauptwerk C–a‴ 16 Pommer 16′ 30 Prinzipal 8′ 31 Rohrflöte 8′ 32 Viola di Gamba 8′ 28 Oktave 4′ 29 Spitzflöte 4′ 19 Quinte 2 ⁄3′ 27 Prästant 2′ 18 Sesquialter 2 fach 1 ⁄3′ + 4⁄5′ 17 Mixtur 4 fach 1 ⁄3′ 14 Trompete 8′ 15 (frei) | III. Schwellwerk C-a‴ 40 Quintaden 16′ 41 Prinzipal 8′ 42 Weitgedackt 8′ 43 Dulciana 8′ 44 Suavial 4′ 45 Rohrflöte 4′ 46 Oktävlein 2′ 47 Larigot 1 ⁄3′ 48 Sifflöte 1′ 49 Zimbel 4–5 fach 1⁄2′ 50 Krummhorn 8′ 51 Tremulant Schwellwerk |
| Pedal C–f′ 22 Offenbaß 16′ 21 Subbaß 16′ 20 Gedacktbaß 16′ (Transmission Schwellwerk) 24 Prinzipalbaß 8′ 23 Flötenbaß 8′ 25 Choralbaß 4′ 26 Nachthorn 2′ 12 Hintersatz 5 fach 2 ⁄3′ 13 Posaune 16′ 10 (frei) 11 (frei) | Koppeln 1 Schwellwerk an Pedal 2 Hauptwerk an Pedal 3 Rückpositiv an Pedal 4 Schwellwerk an Hauptwerk 5 Schwellwerk an Rückpositiv 6 Hauptwerk an Rückpositiv                                                                         | Abschalter 7 Handregister ab 8 Crescendo ab 9 Rohrwerke ab Spielhilfen Tutti Auslöser Vorbereitung I Vorbereitung II Schwelltritt für III Crescendowalze                                                                               |

## Glocken
Im Kirchturm befindet sich ein Glockengeläut aus vier Glocken. 1989 hatte die Kirche drei Glocken aus der Evangelischen Kirche Großräschen (wegen Kohleabbau im Tagebau Meuro aufgegeben) erhalten. Sie wurden durch Herrn Bischof Bernhard Huhn geweiht und erhielten die Namen Heiliger Josef – Heiliger Franziskus – Heilige Hedwig.
| Nr. | Gussjahr | Gießer, Gussort      | Material | Schlagton (HT-1/16) |
| --- | -------- | -------------------- | -------- | ------------------- |
| 1   | 1917     | Bochumer Verein      | Stahl    | d′                  |
| 2   | 1908     | Bochumer Verein      | Stahl    | f′                  |
| 3   | 1909     | Bochumer Verein      | Stahl    | a′                  |
| 4   | 1926     | Gebr. Rürich, Apolda | Bronze   | h′                  |